# Academia Militar de los Estados Unidos
La Academia Militar de los Estados Unidos (USMA), también conocida como West Point, es una escuela militar creada en 1802, por lo que es el instituto de formación militar más antiguo de ese país. Los alumnos de la academia reciben el nombre de cadetes, y a los graduados se los suele llamar «La larga línea gris» (en inglés, «The long gray line»), a causa del color del uniforme y la línea lateral continua que los distingue.
La academia se localiza en West Point en un emplazamiento con vistas al río Hudson, aproximadamente 80 km al norte de Nueva York. El terreno ocupa una superficie de 65 km², por lo que constituye uno de los campus más grandes del mundo. Su equipamiento incluye una pista de esquí y campo de tiro para artillería, además de los edificios académicos y las comodidades habituales de un campus universitario. El sitio fue ocupado militarmente en 1778, por lo que también es la base militar más antigua ocupada en forma continuada por los Estados Unidos. Posee un centro de visitantes y un museo.

## Generalidades

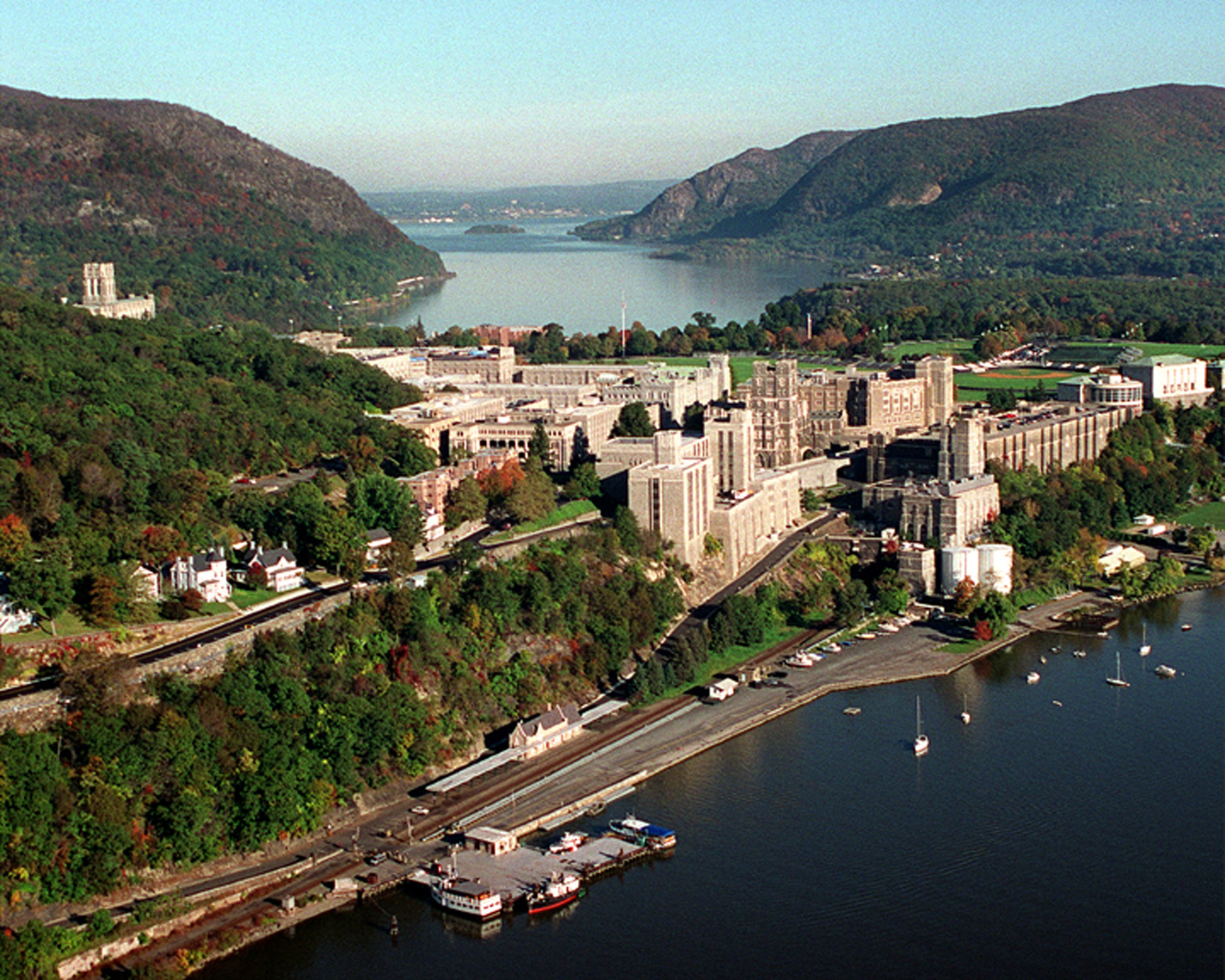
Vista aérea de la academia West Point.

La misión de la academia es «educar, entrenar e inspirar al cuerpo de cadetes para que cada graduado represente el compromiso de carácter con los valores de Servicio, Honor y Patria, y esté preparado para una carrera profesional de excelencia y servicio a la nación como oficial del ejército de los Estados Unidos».
Los graduados reciben el título de grado en ciencias (Bachelor of Science) y la mayoría se integran como alférez (Second Lieutenant) en el Ejército. Los cadetes extranjeros son comisionados al ejército de sus países de origen. Desde 1959 los cadetes pueden ser designados asimismo en la Fuerza Aérea, la Armada o el Cuerpo de Marines.
Todos los graduados deben cumplir un servicio activo mínimo de cinco años, seguido por tres años en la reserva. Los cadetes que abandonen la academia antes de comenzar el tercer año de formación, no tienen la obligación de cumplir servicio militar alguno. Los cadetes que se hayan marchado después de esa etapa, sea o no por causa voluntaria, deben cumplir servicio activo por un lapso variable entre dos y cuatro años.

## Procedimiento de ingreso

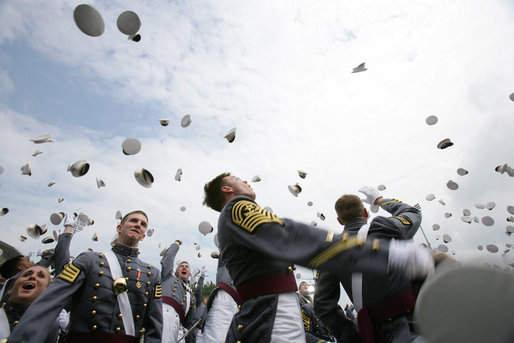
Cadetes lanzando sus gorras al aire durante una ceremonia de graduación en West Point.

Mediante una ley del Congreso de Estados Unidos de 1903, se permite a cada senador, representante y delegado dos propuestas de postulantes para el ingreso a la academia, el distrito de Columbia puede presentar también dos. Por lo común, cada miembro del Congreso y el vicepresidente pueden tener cinco candidatos asistiendo a la institución en cualquier año. Cuando uno de ellos se gradúa o abandona la academia por cualquier circunstancia, se genera una vacante. El procedimiento de candidatura no es político, y los candidatos no necesitan conocer al congresista que los nomina. Estos generalmente designan a diez personas por vacante, y lo pueden hacer de forma competitiva o tener un nominado principal. En una nominación competitiva, los diez candidatos son examinados por la academia, para definir cuál es el más cualificado. Si el congresista nombra a un candidato principal, será aceptado aunque haya otros mejor calificados, siempre que reúna las condiciones físicas, psicológicas y académicas requeridas.
El grado de dificultad en obtener una nominación varía mucho con relación al número de solicitantes en cada estado. El proceso de obtención normalmente consiste en llenar un formulario, realizar varios exámenes y obtener una o más cartas de recomendación. Estos requerimientos son establecidos por cada congresista y son adicionales a los que exige la academia.
Otras fuentes de nombramientos son los hijos de militares de carrera (100 por año); 170 vacantes anuales son para personal activo en el servicio del ejército, 20 para el cuerpo de entrenamiento de oficiales de reserva y 65 para hijos de militares muertos en acción, con discapacidad del 100% por heridas en combate, o que sean prisioneros o desaparecidos de guerra. Por lo general, en cada grupo de vacantes se nominan de 5 a 10 candidatos por año, de forma usualmente competitiva. Si el candidato resulta calificado pero no enrolado, puede ser admitido en la escuela preparatoria de la academia militar, que se encuentra en Fort Monmouth, Nueva Jersey. Al año siguiente, estos candidatos reciben un ingreso directo a la academia.
Por otro lado, los hijos de quienes hayan recibido la Medalla de Honor no precisan una nominación, sino simplemente calificarse para la admisión.
Se admiten anualmente alrededor de 20 ingresantes extranjeros, cuyos estudios son financiados por los países de origen.

### Requisitos
Para ser admitidos, los candidatos han de tener entre 17 y 23 años en el momento del ingreso, ser solteros y sin hijos, y tener buena conducta moral. El procedimiento actual incluye un examen universitario, pruebas estandarizadas y referencias personales. Los candidatos deben además poseer aptitud física, que se demuestra mediante un examen de aptitud y un estudio médico que incluye una prueba separada de agudeza visual. Los que tengan visión que no se pueda corregir hasta 20/20, y los que presenten una serie de discapacidades o enfermedades, deben presentarse ante una junta médica. Las pruebas de aptitud física son generalmente dirigidas por un profesor universitario de educación física o un entrenador deportivo.

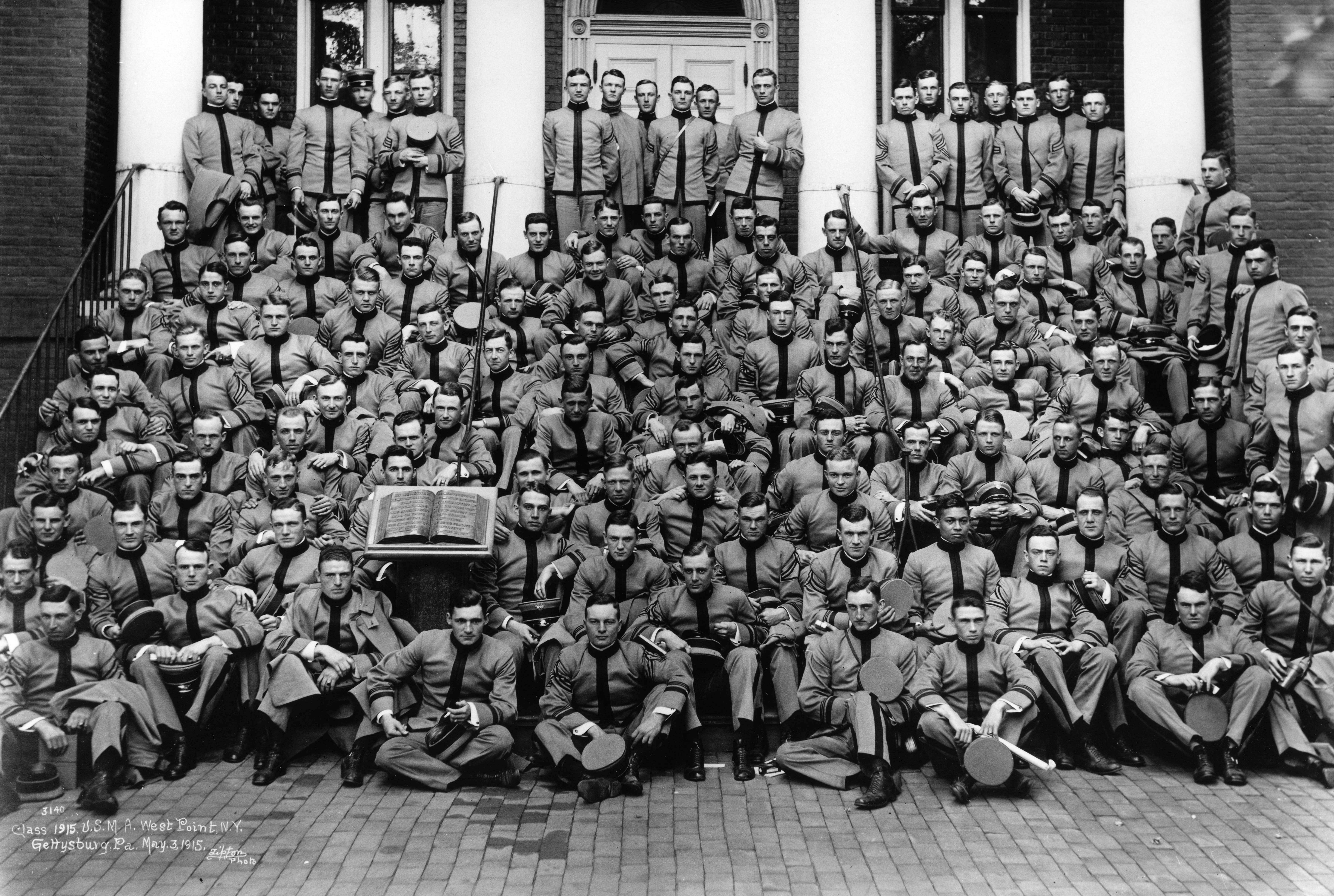
Los graduados de la promoción de 1915 («la clase sobre la que cayeron las estrellas») posando frente a la iglesia luterana de Cristo en Gettysburg, Pensilvania.

## Programa de estudios
Los cadetes se educan y gradúan con base en sus estudios académicos, rendimiento físico y liderazgo militar.
El programa académico consiste en un esquema de 41 materias humanistas y científicas. Se exige que todos los cadetes cursen por lo menos tres materias de ingeniería, y elijan su especialidad al final del segundo año. Sin desmedro de estas especialidades (actualmente hay 41), todos los graduados reciben diploma de Bachiller en ciencias.
El programa físico incluye clases de educación física y competencia atlética. Cada cadete participa en un nivel intercolegial o club cada semestre y, al igual que los soldados del ejército, deben aprobar dos exámenes físicos anuales y una prueba de obstáculos anual, que generalmente es recordada por los cadetes como los «peores tres minutos del año».
Los cadetes aprenden técnicas militares básicas, incluyendo el mando, a través de un programa militar que comienza desde su primer día en West Point. La mayoría del entrenamiento militar se efectúa durante el verano, con los cadetes ingresados («Barracas de bestias») el primer año, seguidos por el entrenamiento de los de segundo año en el cercano Camp Buckner. Los estudiantes pasan su tercer y cuarto verano en unidades activas del ejército estadounidense en cualquier parte del mundo, asistiendo a cursos de entrenamiento avanzado que incluyen paracaidismo, asalto aéreo y batalla nocturna, y ayudando al entrenamiento de los cadetes de los primeros años. Además, los cadetes son alojados en barracas y tienen jerarquías y responsabilidades durante el transcurso del año lectivo.
El desarrollo moral y ético se desarrolla mediante programas de formación y también a través de actividades y experiencias disponibles en la academia, incluyendo instrucción sobre los valores de la profesión militar, programas religiosos voluntarios, interacción con equipos y referentes universitarios, y un vigoroso programa de intercambio. La base del código ético de West Point se halla en el eslogan de la academia, «Servicio, Honor y Patria». Los cadetes se desarrollan también éticamente adhiriéndose al código de honor, que comienza con «Un cadete no mentirá, no engañará, no robará, ni tolerará que otros lo hagan».

## Organización
El cuerpo de cadetes tiene la siguiente organización:

(El número de integrantes es aproximado)
- 1 brigada (4.000 cadetes), integrada por:
  - 4 regimientos (1.000 cadetes), integrados cada uno por:
    - 3 batallones (350 cadetes), formados cada uno por:
      - 3 compañías (120 cadetes), integradas cada una por:
        - 4 secciones (30 cadetes), que incluyen cada una:
          - 4 escuadras (7 cadetes), formadas cada una por:
            - 3 equipos (2 cadetes).

## Principales graduados de la Academia
- Promoción de 1803
  - Walker Keith Armistead
- Promoción de 1805
  - George Bomfold
- Promoción de 1808
  - Sylvanus Thayer
- Promoción de 1811
  - John James Abert
  - William Bliss
- Promoción de 1815
  - Benjamin L.E. Bonneville
- Promoción de 1817
  - William Gibbs McNeill
- Promoción de 1818
  - Samuel Ringgold
- Promoción de 1819
  - George Washington Whistler
- Promoción de 1821
  - Robert Francis Withers Allston
- Promoción de 1822
  - David Moniac
- Promoción de 1823
  - Alfred Mordecai
- Promoción de 1824
  - Dennis Hart Mahan
- Promoción de 1825
  - Robert Anderson
- Promoción de 1827
  - Leonidas Polk
  - Philip Saint George
  - Napoleon Bonaparte Buford
- Promoción de 1828
  - Jefferson Davis, Secretario de Guerra USA. Presidente de los Estados Confederados
- Promoción de 1829
  - Robert E. Lee, Comandante en jefe de los ejércitos confederados
  - Joseph Eggleston Johnston
  - James Barnes
- Promoción de 1831
  - Jacob Ammen
- Promoción de 1832
  - Benjamin S. Ewell
  - Jacob Whitman Bailey
- Promoción de 1833
  - Benjamin Alvord
- Promoción de 1834
  - Goode Bryan
- Promoción de 1835
  - George Gordon Meade
  - Herman Haupt
  - Montgomery Blair, Postmaster general
- Promoción de 1836
  - Joseph Reid Anderson
  - Montgomery C. Meigs
  - Robert Allen
- Promoción de 1837
  - John Sedgwick
  - John Clifford Pemberton
  - Alexander Brydie Dyer
  - Braxton Bragg
  - Joseph Hooker
  - Jubal Anderson Early
- Promoción de 1838
  - Pierre Gustave Toutant Beauregard
  - Irvin McDowell
  - William Joseph Hardee
- Promoción de 1839
  - Henry Wager Halleck
  - Christopher Columbus Augur
- Promoción de 1840
  - George Henry Thomas
  - William Tecumseh Sherman, General nordista. Secretario de Guerra
  - Richard Stoddert Ewell
- Promoción de 1841
  - Josiah Gorgas
  - Carlos Buell
  - John Fulton Reynolds
  - William Thomas Harbaugh Brooks
- Promoción 1842
  - John Pope
  - George Sykes
  - Daniel Harvey Hill
  - Lafayette McLaws
  - James Longstreet
  - William Starke Rosecrans
  - Earl Van Dorn
  - Richard H Anderson
  - Gustavus Woodson Smith, Secretario de Estado de Guerra de la Confederación.
- Promoción de 1843
  - Ulysses S. Grant, General de la Guerra de Secesión y presidente del gobierno USA.
- Promoción de 1844
  - Simón Bolívar Buckner
  - Winfield Scott Hancock
- Promoción de 1845
  - Fitz-John Porter
  - Edmund Kirby Smith
  - Barnard Elliott Bee jr.
- Promoción de 1846
  - Thomas J. "Stonewall" Jackson
  - George Brinton McClelland
  - George Pickett
  - John Adams
- Promoción de 1847
  - Ambrose Everett Burnside
  - Ambrose Powell Hill
  - Henry Heth
  - Romeyn Beck Ayres
- Promoción de 1848
  - John Budford
  - William Beall
  - John S.Bowen
- Promoción de 1849
  - Seth Barton
- Promoción de 1850
  - Governeur Kemble Warren
- Promoción de 1851
  - Laurence Simmons Baker
- Promoción de 1852
  - George Crock
  - Thomas Lincol Casey
  - Arthur Pendelton Bagby jr.
- Promoción de 1853
  - John Bell Hood
  - Philip Henry Sheridan
  - John McAllister Schofield, Secretario de Guerra
- Promoción de 1854
  - Oliver O. Howard
  - James Ewell Brown Stuart
- Promoción de 1855
  - William Woods Averell
- Promoción de 1856
  - George Dashiell Bayard
- Promoción de 1857
  - Edward Porter Alexander
- Promoción de 1859
  - Joseph Wheeler
- Promoción de 1861
  - George Armstrong Custer
  - Orville Elias Babkock
  - John W.Barlow
  - Adelbert Ames
- Promoción de 1862
  - Randall Slidel Mackenzie
- Promoción de 1865
  - Thomas Murray Tolman
- Promoción de 1870
  - Alexander Oswald Brodie
- Promoción de 1871
  - Fayette W. Roe
- Promoción de 1872
  - Frank O.Briggs
- Promoción de 1874
  - James Franklin Bell
- Promoción de 1875
  - Tasker Howard Bliss
- Promoción de 1876
  - William Crozier
  - Hugh Lenox Scott
- Promoción de 1877
  - Herny O. Flipper
- Promoción de 1880
  - George Washington Goethals
  - Henry Granville Sharpe
  - Charles Justin Bailey
- Promoción de 1881
  - Andrew S. Rowan
  - Enoch Herbert Crowder
- Promoción de 1883
  - John Hanks Alexander
- Promoción de 1884
  - David DuBose Gaillard
- Promoción de 1886
  - John J. Persing
- Promoción de 1887
  - George Owen Squiller
- Promoción de 1888
  - Peyton Conway March
- Promoción de 1892
  - Charles Perolt Summerall
- Promoción de 1894
  - Butler Ames
- Promoción de 1897
  - Frank Ross McCoy
- Promoción de 1902
  - Frank Maxwell Andrews
- Promoción de 1903
  - Douglas MacArthur
  - Hugh Samuell Johnson
- Promoción de 1907
  - Henry "Hap" Arnold
- Promoción de 1909
  - George Patton
  - Jacob L. Devers
- Promoción de 1913
  - Geoffrey Keyes
- Promoción de 1915
  - Omar N. Bradley
  - D. D. Eisenhower, Comandante en jefe de los ejércitos estadounidenses en la II Guerra Mundial. Presidente de USA.
- Promoción de 1917
  - Alfred Gruenther
  - Mark Wayne Clark
- Promoción de 1920
  - Earl Blaik
- Promoción de 1927
  - Garrison Holt Davidson
- Promoción de 1931
  - Gordon Blake
  - Charles Bonesteel
- Promoción de 1932
  - Fran S.Besson Jr.
- Promoción de 1936
  - Creighton Williams Abrams Jr.
  - Benjamin O. Davis Jr.
- Promoción de 1937
  - George Scratchley Brown
- Promoción de 1940
  - Donald Vivian Bennet
- Promoción de 1941
  - William T. Seawell
- Promoción de 1943
  - Harold Robert Aaron
- Promoción de 1946
  - Wesley W. Povar
  - Reuben Pomerantz
  - Lew Allen
  - Anastasio Somoza, presidente de Nicaragua
  - William Tefel V.
- Promoción de 1947
  - Alexander M. Haig Jr.
  - Brent Scowcroft
  - Doc Blanchard
- Promoción de 1948
  - Joseph K. Bratton
- Promoción de 1949
  - John G. Hayes
- Promoción de 1950
  - Frank Borman
  - Fidel Valdez Ramos, presidente de Filipinas
- Promoción de 1951
  - Roscoe Robinson Jr.
  - David Manker Abshire
  - Edwin E. "Buzz" Aldrin
- Promoción de 1952
  - Thoralf M. Stundt
  - Edward White II
  - Michael Collins
- Promoción de 1953
  - Randolph Araskog
- Promoción de 1956
  - H. Norman Schwarzkopf
  - John Rusling Block
- Promoción de 1957
  - John Block
- Promoción de 1958
  - Adam Benjamin Jr.
- Promoción de 1959
  - Pete Dawkins
- Promoción de 1961
  - Marcial David Samaniego Ocariz, primer paraguayo en egresar.
- Promoción de 1962
  - Wesley Clark
- Promoción de 1969
  - James C. Adamson
  - Mike Krzyzewski, miembro del Basketball Hall of Fame
- Promoción de 1973
  - John Abizaid
- Promoción de 1974
  - David Petraeus, general de 4 estrellas y jefe de la CIA.
- Promoción de 1979
  - José María Figueres, presidente de Costa Rica
- Promoción de 1980
  - Andrea Lee Hollen
  - Vicent Brooks
- Promoción de 1990
  - Kristin Baker
- Promoción de 2010
  - Alejandro Villanueva, jugador de la NFL